# Thongwa
Thongwa är en stad i Myanmar. Den ligger i Rangoonregionen, i den södra delen av landet, 300 km söder om huvudstaden Naypyidaw. Thongwa ligger 10 meter över havet och folkmängden uppgår till cirka 30 000 invånare.

## Geografi
Terrängen runt Thongwa är mycket platt. Runt Thongwa är det ganska tätbefolkat, med 239 invånare per kvadratkilometer. Omgivningarna runt Thongwa är en mosaik av jordbruksmark och naturlig växtlighet.

## Klimat
Tropiskt monsunklimat råder i trakten. Årsmedeltemperaturen i trakten är 26 °C. Den varmaste månaden är april, då medeltemperaturen är 34 °C, och den kallaste är juni, med 23 °C. Genomsnittlig årsnederbörd är 5 305 millimeter. Den regnigaste månaden är augusti, med i genomsnitt 1 232 mm nederbörd, och den torraste är januari, med 1 mm nederbörd.